# Hristo Živkov
Hristo Živkov (in bulgaro Христо Живков?; Sofia, 18 febbraio 1975 – Los Angeles, 31 marzo 2023) è stato un attore bulgaro.

## Biografia
Studiò alla facoltà di regia televisiva e cinematografica, presso l'accademia di arte drammatica NATFIZ "Krastu Sarafov" di Sofia, partecipando come attore e assistente alla regia in numerosi film studenteschi prodotti dall'accademia. Nel 2004 si diplomò con un documentario su Cinecittà e il cinema italiano. Sebbene le esperienze teatrali e quelle nel campo della regia non fossero particolarmente rilevanti, dimostrò buone doti di attore con prove tutt'altro che marginali.
Nel 2000 interpretò il capitano Giovanni de Medici nel film Il mestiere delle armi di Ermanno Olmi, presentato nel 2001 al festival di Cannes. Nel 2004 ebbe il ruolo dell'apostolo Giovanni nel film La passione di Cristo di Mel Gibson.
Nel 2007 partecipò al festival di Berlino, per il ruolo da protagonista del novizio Andrea, nel film di Saverio Costanzo In memoria di me.
Malato da tempo di cancro ai polmoni, morì a 48 anni il 31 marzo 2023 mentre era ricoverato a Los Angeles.

## Filmografia parziale

### Cinema
- Il mestiere delle armi, regia di Ermanno Olmi (2001)
- Texas 46, regia di Giorgio Serafini (2002)
- La passione di Cristo (The Passion of the Christ), regia di Mel Gibson (2004)
- Occhi di cristallo, regia di Eros Puglielli (2004)
- Mafalda di Savoia - Il coraggio di una principessa, regia di Maurizio Zaccaro (2006)
- In memoria di me, regia di Saverio Costanzo (2007)
- The Counting House, regia di Carlo Giudice e Paolo Marcellini (2007)
- La masseria delle allodole, regia di Paolo Taviani e Vittorio Taviani (2007)
- Fuga per la libertà - L'aviatore, regia di Carlo Carlei (2008)
- Il compleanno, regia di Marco Filiberti (2009)
- Barbarossa, regia di Renzo Martinelli (2009)
- La soluzione migliore, regia di Luca Mazzieri (2011)
- Il ragazzo invisibile, regia di Gabriele Salvatores (2014)
- Lucania, regia di Gigi Roccati (2019)

### Televisione
- L'inchiesta, regia di Giulio Base (2006)
- La figlia del capitano, regia di Giacomo Campiotti (2012)

## Doppiatori italiani
- Giovanni Crippa ne Il mestiere delle armi
- Andrea Lavagnino ne La masseria delle allodole
- Edoardo Stoppacciaro in Barbarossa
- Francesco Pezzulli ne L'inchiesta